# Françoise-Albine Benoist
Françoise-Albine Benoist (ur. 1724 w Lyonie, zm. 1808 lub 1809) – francuska pisarka, dramaturgiczka i eseistka.
Napisała kilka sztuk teatralnych, które nigdy nie zostały wystawione. Była również dziennikarką dla Journal des dames et des modes.
Niewiele wiadomo o jej życiu. W kwietniu 1754 wyszła za malarza Jeana-Marie Benoista. 
Według Manon Roland, Benoist mogła być wzorem dla bohaterki Lettres à Emilie autorstwa Charlesa-Alberta Demoustiera.

## Dzieła
- Journal en forme de Lettres, mêlé de critiques et d'anecdotes, w-12, 1757
- Mes principes, ou la Vertu raisonnée, 2 części, w-12, Cuissart, Amsterdam, 1759
- Élisabeth, 4 części, w-12, Arkstée et Merkus, Amsterdam, 1766 (powieść epistolarna)
- Céliane, ou les Amans séduits par leurs vertus, w-12, 1766
- Lettres du colonel Talbert, 4 części, w-12, 1766
- Agathe et Isidore, 2 części, w-12, Durand, Amsterdam, 1768
- Le Triomphe de la probité, dwuaktowa komedia pisana prozą, w-8, Le Jay, Paryż, 1768
- La Supercherie réciproque, jednoaktowa komedia pisana prozą, w-8, 1768
- Sophronie, ou Leçons d'une mère à sa fille, w-12, Londres & Paris, 1769
- L'Erreur des Désirs, in-12, dwa tomy, 1769.
- Folie de la prudence humaine, w-12, Amsterdam i Paryż, 1771.
- Les Aveux d'une jolie femme, Chez la Veuve Duchesne, Bruksela, dwa tomy, 1781.
- Lettres sur le désir de plaire, 1786